# Kościół św. Wawrzyńca w Zabrzu
Kościół św. Wawrzyńca w Zabrzu – rzymskokatolicki kościół parafialny mieszczący się przy ulicy Mariackiej 1 w Zabrzu-Mikulczycach, należący do dekanatu Zabrze-Mikulczyce w diecezji gliwickiej, metropolii katowickiej.

## Historia
Prace budowlane przy budowie nowej świątyni rozpoczęły się po wydaniu pozwolenia na budowę w 1892 roku. Prośbę o budowę zgłosił ówczesny proboszcz ksiądz Franciszek Cieślik.
Potrzeba budowy nowego kościoła związana była z dużą liczbą wiernych na terenie parafii. Po uzyskaniu pozwolenia rozpoczęło się gromadzenie funduszy na budowę. Ostatecznie parafianie zgromadzili 85 tysięcy marek, hrabia Guido Henckel von Donnersmarck oraz biskup wrocławski kardynał Georg Kopp ofiarowali 98 tysięcy marek, a sam proboszcz 40 tysięcy marek. Projekt nowego kościoła wykonał bytomski radca budowlany Paul Jackisch, a pracami kierował budowniczy Johanness Langer z przedsiębiorstwa budowlanego W. Silbera z Zabrza. W dniu 15 sierpnia 1892 roku na tzw. „Wzgórzu Kościelnym”, został położony kamień węgielny pod budowę nowego kościoła, poświęcony przez wieszowskiego archiprezbitera Wojciecha Widerę. W 1893 roku budowla była już w stanie surowym. W dniu 4 września 1893 roku został poświęcony żeliwny krzyż odlany w firmie Sauera z Zabrza. W 1894 roku budowa kościoła dobiegła końca, jednak konsekracja nastąpiła dopiero w dniu 8 maja 1896 roku, której dokonał biskup wrocławski, kardynał Georg Kopp w dniu 8 maja 1896 roku w obecności m.in. fundatora nowej świątyni, Guido Henckel von Donnersmarcka.